# دلم برایت تنگ شده (ترانه مایلی سایرس)
«دلم برایت تنگ شده» ترانه‌ای از هنرمند اهل ایالات متحده آمریکا مایلی سایرس است. این ترانه در آلبوم هانا مونتانا ۲: ملاقات با مایلی سایرس قرار داشت.